# Липовое (Кировоградская область)
Липовое (укр. Липове) — село в Соколовской сельской общине Кропивницкого района Кировоградской области Украины.
Население по переписи 2001 года составляло 30 человек. Почтовый индекс — 27641. Телефонный код — 522. Код КОАТУУ — 3522587202.